# Нишанов, Рафик Нишанович
Ра́фик Ниша́нович Ниша́нов (узб. Рафиқ Нишонович Нишонов, узб. Rafiq Nishonovich Nishonov; 15 января 1926, Газалкент, Бостандыкский район, Сырдарьинская губерния, Казакская АССР, РСФСР, СССР — 11 января 2023, Женева, Швейцария) — советский и узбекский государственный и политический деятель, дипломат. Входил в ближайшее политическое окружение М. С. Горбачёва.

## Биография
Рафик Нишанов родился 15 января 1926 года в Газалкенте в семье батрака. Дед Рафика Нишанова был родом из Шахрисабза.
С 1942 года — колхозник колхоза «Чирчик» Бостандыкского района Южно-Казахстанской области. В 1943 году — секретарь исполкома Газалкентского поссовета Бостандыкского района. С 1944 года — инструктор, второй секретарь Бостандыкского райкома комсомола.
В 1945—1950 годах проходил службу в Советской Армии. В 1949 году вступил в КПСС.
С 1950 года работал заведующим отделом Октябрьского райкома ЛКСМ Узбекистана города Ташкента.
В 1951 году перешёл на партийную работу — инструктор, заведующий отделом, секретарь Октябрьского райкома КП Узбекистана города Ташкента. С 1955 года — начальник политотдела Управления пожарной охраны Министерства внутренних дел Узбекской ССР. В 1956 году стал заведующим одного из отделов Ташкентского горкома КП Узбекистана. С 1959 году — первым секретарём Октябрьского райкома КП Узбекистана города Ташкента.
В 1959 году окончил Ташкентский вечерний педагогический институт по специальности «учитель истории». В 1969 году получил степень кандидата исторических наук.
С 1962 года — председатель Ташкентского горисполкома. С 1963 года — секретарь и член Бюро ЦК КП Узбекистана.
В 1970 году перешёл на дипломатическую работу, получив назначение чрезвычайным и полномочным послом СССР в Шри-Ланке и по совместительству в Мальдивской Республике (референтом в посольстве работал Сергей Лавров). С 1978 года был чрезвычайным и полномочным послом СССР в Иордании.
Депутат Верховного Совета СССР XI созыва.
В 1985 году Рафик Нишанов возвратился на Родину, где занимал пост министра иностранных дел Узбекской ССР.
С 9 декабря 1986 по 9 апреля 1988 года — председатель Президиума Верховного Совета Узбекской ССР, одновременно с 29 июня 1987 по 24 мая 1988 года — заместитель председателя Президиума Верховного Совета СССР.
C 12 января 1988 по 23 июня 1989 года — первый секретарь ЦК компартии Узбекской ССР, одновременно с 24 мая 1988 по 25 мая 1989 года — член Президиума Верховного Совета СССР.
6 июня 1989 года был избран председателем Совета Национальностей Верховного Совета СССР (был одним из постоянных председательствующих на пленарных заседаниях Верховного Совета СССР).
Народный депутат СССР (1989—1991).
С сентября 1991 года — советник президента СССР Михаила Горбачёва.
По воспоминаниям бывшего первого секретаря ЦК ЛКСМ Украины Валерия Цыбуха, за свою приверженность генеральному секретарю ЦК КПСС Нишанов имел прозвище «Личный „Рафик“ Горбачёва».
21 октября 1991 года согласно Закону СССР от 5 сентября 1991 года № 2392-I «Об органах государственной власти и управления Союза ССР в переходный период» вместо Совета Национальностей был сформирован не предусмотренный Конституцией СССР Совет Республик.
С ноября 1991 года вышел на пенсию. Проживал в Москве.
14 января 2011 года удостоен Благодарности Правительства Российской Федерации.
В 2012 году выпустил книгу воспоминаний «Деревья зеленеют до метелей». В 2013 году был избран в Совет Ассоциации российских дипломатов.
22 декабря 2015 года — в преддверии 90-летнего юбилея — был награждён орденом Почёта. 15 января 2021 года награждён орденом Александра Невского.
Скончался 11 января 2023 года в Женеве (Швейцария).
Похоронен на мусульманском кладбище Женевы рядом с супругой.

## Семья
- Жена Рано Назаровна (1930—2016) — кандидат исторических наук, заместитель министра культуры Узбекской ССР.
  - Сын Сабир — офицер советской, позже узбекской армии. Затем — руководитель ООО «АФ Телеком холдинг»[14].
  - Дочь Мунира — преподаватель.
  - Дочь Фируза (род. 1974).

## Награды
- Орден Александра Невского (15 января 2021)[9]
- Орден Почёта (22 декабря 2015)[8]
- Орден Ленина
- Орден Октябрьской Революции
- 2 Ордена Трудового Красного Знамени
- 2 Ордена «Знак Почёта» (01.03.1965[15], 15.01.1976)[16]